# 百润股份
上海百润投资控股集团股份有限公司（英語：Shanghai Bairun Investment Holding Group Co., Ltd.），简称百润股份（深交所：002568），是中华人民共和国的一家生产酒精饮料企业，旗下產品為预调鸡尾酒“RIO（锐澳）”以及威士忌。

## 歷史
百润股份創辦人是刘晓东。刘晓东原为兰州卷烟厂员工，1992年他从卷烟厂离职，1997年6月，他与他人各出资20万元共同成立上海百润香精香料有限公司，當時主營業務為香精生产。後來劉曉東發現香精的利潤遠不如雞尾酒，於是決定生產雞尾酒。2003年，百润推出锐澳鸡尾酒。2009年，百润股份将旗下子公司巴克斯酒业持有的锐澳品牌移交給刘晓东。
2011年3月，百润股份在中小板挂牌上市。
2019年，锐澳鸡尾酒的中國市场占有率达84%，2021年市占率达到89.4%。由於鸡尾酒市场饱和，刘晓东又打算推出威士忌。
2024年2月，刘晓东因涉嫌行贿而被汉中市南郑区监察委员会立案调查并留置。